# 1428: Shadows over Silesia
1428: Shadows over Silesia es un videojuego de acción y aventura desarrollado por la compañía checa Kubi Games, ambientado durante las guerras husitas, y que salió al mercado el 4 de octubre de 2022 para Microsoft Windows. Su motor de juego es el Unity. Es el primer videojuego checo totalmente accesible para ciegos.

## Desarrollo
1428: Shadows over Silesia se anunció el 18 de febrero de 2020, después de que el proyecto abandonara la fase de preproducción. Debido a la falta de financiación, los desarrolladores lanzaron una campaña de micromecenazgo a través de la plataforma HitHit el 7 de septiembre de 2021, en la que pedían 500 000 coronas checas. La campaña de micromecenazgo concluyó con éxito el 7 de octubre de 2021. Había recaudado 606 670 coronas. El 7 de febrero de 2022 se publicó la demo, mientras que la fecha de lanzamiento se fijó para finales del verano de 2022.
Los desarrolladores anunciaron el 21 de marzo de 2022 que el juego sería totalmente accesible para ciegos. Kubi Games trabajó con el programador ciego Lukáš Hosnedl durante el desarrollo. El juego cuenta con sonar de navegación y recitación de textos escritos para permitir a los jugadores invidentes jugar al juego.
La fecha de lanzamiento se fijó posteriormente para el 6 de septiembre de 2022, pero más tarde se retrasó al 4 de octubre de 2022. El juego salió a la venta el 4 de octubre en Steam. Xzone puso a la venta una copia física del juego.

## Sinopsis
El juego está ambientado en la campaña husita de 1428 en Silesia. La historia se cuenta a través de los ojos del rudo husita Hauptmann Hynek y del caballero hospitalario Lothar, cuyos destinos se entrelazan. La cuestión es si seguirán siendo enemigos o unirán sus fuerzas para enfrentarse a una amenaza mayor.

## Jugabilidad
1428: Shadows over Silesia se desarrolla a lo largo de 13 capítulos en los que el jugador toma el papel del husita Hynek y del caballero Lothar. El argumento es lineal y se centra en la historia. La jugabilidad combina varios géneros, como la aventura, el sigilo y la acción con juegos de espadas. Los combates son tácticos y realistas. El jugador tiene que defenderse durante los combates y calcular bien sus golpes para ganar. Si el jugador está en inferioridad numérica tiene que usar una posición ventajosa. Así mismo, hay momentos en los que es preciso usar el sigilo en lugar de enfrentarse directamente a los enemigos. Algunas partes se centran en el aspecto aventurero del juego, con el jugador recogiendo diversos objetos para usarlos para seguir avanzando (como llaves, por ejemplo) y resolviendo puzles lógicos. El jugador también encuentra varios textos en su camino que amplían la historia del juego. Algunos textos están escritos en clave que el jugador tiene que resolver en un minijuego de lógica. Otro minijuego son los dados.